# Droga I/26 (Czechy)
Droga krajowa 26 (cz.Silnice I/26) – droga krajowa w Czechach w kraju pilzneńskim. Arteria łączy Pilzno z granicą czesko-niemiecką w Czeskich Kubicach. Ma długość 83 kilometrów i na przeważającej długości posiada jedną jezdnię. Odcinki dwujezdniowe występują tylko na niektórych fragmentach drogi na terenie miasta Pilzno.